# محمد احصایی
سید محمد احصایی (زادهٔ ۸ تیر ۱۳۱۸ در قزوین) از هنرمندان معاصر ایران در زمینه خوشنویسی، گرافیک و نقاشی است که افزون بر داخل کشور، آوازه جهانی دارد. او فارغ‌التحصیل دانشکدهٔ هنرهای زیبای دانشگاه تهران است و سال‌ها در همین دانشکده و دانشکدهٔ هنر دانشگاه الزهرا تدریس کرده‌است.
احصایی بیش از ۵۰ سال است که در حوزهٔ خوشنویسی، نقاشی و گرافیک فعالیت می‌کند. او یکی از هنرمندان نقاشیخط در دورهٔ معاصر ایران است. تعدادی از آثار وی در موزه‌های متروپولیتن و بریتانیا نگهداری می‌شود.

## زندگی
محمد احصایی متولد سال ۱۳۱۸ خورشیدی در قزوین و فارغ‌التحصیل دانشکده هنرهای زیبای دانشگاه تهران است. او کارش را به صورت حرفه‌ای با مجله جوانان جمعیت شیر و خورشید پیشین آغاز کرد و سپس جذب سازمان کتاب‌های درسی شد و آنجا به صفحه‌بندی و سپس سرپرستی آتلیه گرافیک مشغول شد. پس از مدتی به عنوان کارشناس کتاب‌های هنر سال سوم کارش را پی گرفت. تجربه‌هایی که در ادامه همکاری او با بنیاد هنری پارس و همراهی با کسانی چون مرتضی ممیز و آیدین آغداشلو و علی‌اصغر معصومی و بسیاری دیگر باعث شد که او به عنوان یک نقاش و خوشنویس به هنر گرافیک بیشتر نزدیک شود. چنان‌که رفته رفته حضور او را در عرصه طراحی گرافیک و به ویژه حروف‌نگاری و بازی زیبایی‌شناسانه با حروف ایرانی و اسلامی بیشتر حس می‌شود تا در عرصه‌هایی چون نقاشی. به دلیل همین تجربه دامنه‌دار او در گرافیک، در راه‌اندازی رشته گرافیک در دانشکده هنرهای زیبای دانشگاه تهران احصایی سهمی اساسی به عهده داشت.

«پژواک جهان» (۱۳۶۸) اثر محمد احصایی؛ موزه هنرهای معاصر تهران.

محمد احصایی از جمله  هنرمندان نقاشیخط در ایران به‌شمار می‌رود که از حروف به عنوان وسیله‌ای برای بیان استفاده کرد. او که خوشنویسی توانا بود خود را از نقاشان سقاخانه به «سنت» و آنگاه «خط» و از همه مهم‌تر «خوشنویسی» نزدیک‌تر می‌دانست و دلیل آن را وفاداری به سنت‌های خوشنویسی و اتصال به شکل واقعی حروف می‌شمرد و رویکردش حرکت از خوشنویسی به سوی نقاشی بود و به استفاده از عناصر و آرایه‌های بصری و مفهومی نقاشی در خوشنویسی‌هایش می‌پرداخت. کاری که این هنرمند چند سال بعد از نقاشان سقاخانه انجام داده بود و ابتدا با مخالفت و سپس با سیلی از تقلید خوشنویسان روبرو شده بود. همچنین او در کار نقاشیخط و ارائه و توسعه آن بیش از دیگران پایمردی کرده و تاکنون همچنان در عرصه‌های داخلی و بین‌المللی خوش درخشیده‌است.
احصایی از سال ۵۴ شروع به کشیدن تابلوهایی کرد که عمدتاً با کلمه «الله» یا آیهٔ «لا اله الا الله» شکل می‌گیرد و به گفته خودش نوعی ذکر تصویری «الله» و نمودی از عرفان و تصوف اسلامی است. او تاکنون چند نوبت به این کارها، که به نام کارهای الله معروف است، پرداخته و در آخرین دستاورد رنگ را به کلی از میان برداشته تا در بی‌رنگی و بی‌اختیاری سفید روی سفید و سیاه با سیاه که هر دو تجلی از نور هستند طرحی نو درانداخته باشد. این شکل از کار او به «الفبای ازلی» نیز شهرت یافته‌است.
احصایی نقل می‌کند که: " هنگامی که آثار تصویری ذکر "الله" را در اردیبهشت ماه سال ‪ ۱۳۵۴‬نقاشی کردم، از مارکو گریگوریان دعوت کردم تا نظر خود را در مورد آنها بازگو کند." و مارکو گریگوریان او را تشویق به ادامه این مجموعه و ارائه آنها به عنوان اثر هنری میکند.
از دیگر آثار او می‌توان به طراحی نشانه‌نوشته یا لوگوی‌های بنیاد نهج‌البلاغه، فرهنگسرای نیاوران، فرهنگستان هنر، موزه زکریای رازی و سازمان کتاب‌های درسی و همچنین لوگوی بسیاری از روزنامه‌های اخیر اشاره کرد. محمد احصایی در ده‌ها نمایشگاه انفرادی و گروهی قبل و بعد از انقلاب در ایران و کشورهای دیگر شرکت داشته که ازجمله می‌توان به شرکت در نمایشگاه سالانه بال سوئیس اشاره کرد.
کار احصایی در عرصهٔ طراحی گرافیک نمودی خوشنویسانه دارد و از پوستر گرفته تا نشانه‌نوشته‌های او، همه ابتدا در حروف و بازی‌های ساختاری و سنجیده با ترکیب حروف خلاصه می‌شود و در نهایت نقشی گرافیکی ایفا می‌کند. به سبب آمیختن سنت با نوآوری مخاطبین ارتباط مطلوبی با آثار او پیدا می‌کنند و شاید این نکته‌ای‌ست که باعث شده همواره چه درسال‌های قبل و چه بعد از انقلاب از کارهای او مورد توجه محافل هنری قرار گیرد.
احصایی در عرصهٔ فروش آثار هنری نیز رکورددار بوده‌است که البته در سال های گذشته اندکی افول در فروش آثارش دیده شده است.آثار او در دهه هشتاد شمسی بازار پر رونقی داشت تا جایی که سال ۱۳۸۵ گران‌ترین اثر نقاشیخط حراج کریستیز دبی متعلق به او با نام «اسماءالله» بود.در سال ۱۳۸۶ اثری از احصایی در حراج حضور نداشت.در سال های اخیر برخی آثار این هنرمند در حراج های خارجی به فروش نرسیده است
 اما در این سال دو اثر از او در نمایشگاه بزرگ‌سال گروه هفت نگاه به قیمت ۲۰ و ۱۵ میلیون تومان فروش رفت. در مزایده شب دوم آبان ۱۳۸۶، یک تابلو خط از این هنرمند در حراجی سادبیز لندن به مبلغ ۸۸ هزار پوند (بیش از ۲۱۷ هزار دلار) به فروش رفت که رسانه‌های بین‌المللی به‌طور گسترده‌ای آن را بازتاب دادند. این اثر بالاترین نرخ اشیاء حراجی این نگارخانه را به خود اختصاص داد و این اولین بار است که تابلو خطی یک هنرمند معاصر ایرانی به چنین مبلغ بالایی فروخته شده‌است.
محمد احصایی همچنین آثار ارزشمندی به صورت نقش برجسته دارد. در این بخش از فعالیت هنری نیز عنصر اصلی کارهای او همچنان خوشنویسی و بازی خلاقانه با حروف است. معروفترین و محبوبترین آن‌ها نقش برجستهٔ تالار اجتماعات دانشکده الهیات دانشگاه تهران است که در سال ۱۳۵۶ آن را اجرا کرده‌است. اثری عظیم که در قالب حروف و بازی با حرکت و ترکیب کلمات به بازنمایی حسی شعر عطار در منطق‌الطیر و فراز و فرود سیمرغ پرداخته‌است. اثر دیگری که احصایی در قالب نقش برجسته آفریده نمای سفارت ایران در ابوظبی است که آنجا نحوهٔ آفرینش هنری به‌کلی با تالار دانشکدهٔ الهیات در تهران فرق دارد و حروف تک‌رنگ بر زمینه‌ای به‌ظاهر کهنه و هندسی و انتزاعی آمده‌اند. حروفی که هنر خوشنویسی ما را در خطوطی چون ثلث و محقق، هم‌رخداد و مشترک با اعراب می‌کند و علاقهٔ آن‌ها را نیز برمی‌انگیزد.

## برخی فعالیت‌ها، مشاغل و تشویق‌ها
- ۱۳۳۷–۱۳۵۷ عضویت رسمی وزارت فرهنگ بعداً وزارت آموزش و پرورش
- ۱۳۳۹–۱۳۴۴ همکاری با مؤسسهٔ پارس و گردونه
- ۱۳۴۱–۱۳۴۴ خوشنویس و مدیر گرافیک سازمان جوانان جمعیت شیر و خورشید سرخ ایران
- ۱۳۴۱ تجربه‌های «کاربردی خط» و نخستین تجربه‌ها برای ابداع سبک «نقاشیخط»
- ۱۳۴۳–۱۳۵۳ گرافیست، خوشنویس، مؤلف، کارشناس هنری و ویراستار سازمان کتاب‌های درسی (نقاش کتاب‌های درسی دبستان و دورهٔ سه‌ساله راهنمایی و کتاب هنر - قسمت خط و خوشنویسی)
- ۱۳۴۵–۱۳۷۷ شرکت در مجامع فرهنگی – هنری نمایشگاه‌های فردی و جمعی در ایران و در سال ۱۳۵۱ به‌عنوان نخستین نقاشی برگزیدهٔ سال و چند نوبت به‌عنوان برگزیده در ایران و یکبار در فرانسه.
- ۱۳۴۹–۱۳۷۷ سفرهای متعدد به کشورهای آسیایی، اروپایی و آمریکایی برای مطالعه و تحصیل و شرکت در مجامع هنری و نمایشگاه‌های جمعی و فردی.
- ۱۳۴۹ آغاز تحقیق و کار در مؤسسه طراحی حروف و کارهای تایپوگرافی در مؤسسهٔ تکنی پروسس نیویورک
- ۱۳۵۰ آغاز تدریس در رشته گرافیک در دانشکده هنرهای زیبا، دانشگاه تهران و آموزش گرافیسم خط برای نخستین بار
- ۱۳۵۱ نقاش برگزیده نمایشگاه وزارت فرهنگ و هنر
- ۱۳۵۴–۱۳۵۷ نگارش «نقاشیخط» به سفارش دانشگاه تهران برای دانشکده الهیات و معارف اسلامی و اجرای آن توسط استاد مقصود پاشایی به مساحت چهارصد و پنجاه متر مربع بر سفال نقش برجسته.
- ۱۳۵۵ دریافت جایزه اول نمایشگاه کانی سورمر
- ۱۳۵۷ تاکنون عضو رسمی هیئت علمی دانشگاه تهران
- ۱۳۵۹–۱۳۶۱ نگارش پنج قطعه کتیبه به خط محقق برای مسجد الغدیر تهران، نگارش خط نقش‌برجستهٔ کتیبهٔ ایران با اجرا بر روی سفال توسط استاد مقصود پاشایی ورودی موزه ملی ایران، سفارش اجرای ۲۳۰ متر مربع کار سفال نقش برجسته با اجرای استاد مقصود پاشایی برای سفارتخانه ایران در کشور امارات متحده عربی در ابوظبی.
- ۱۳۶۴–۱۳۶۶ عضو شورای عالی انقلاب فرهنگی در بخش هنر و شرکت در برنامه‌ریزی دروس خط و گرافیک در شورای عالی انقلاب فرهنگی
- ۱۳۶۴–۱۳۶۷ دو دوره عضو شورای عالی انجمن خوشنویسان ایران و شورای عالی تعیین شایستگی استادی
- ۱۳۶۴ نگارش لوگوی سازمان میراث فرهنگی و که توسط استاد مقصود پاشایی به صورت نقش برجسته سفالین اجرا شد و از آن تاریخ تا کنون بر ارگ سازمان میراث فرهنگی در خیابان آزادی تهران نصب گردیده‌است.
- ۱۳۶۷ عضو شورای عالی هنرهای تجسمی ایران
- ۱۳۷۵ عضو هیئت امنای انجمن خوشنویسان ایران
- ۱۳۷۶ عضو هیئت مؤسس انجمن هنرمندان نقاشی ایران
- ۱۳۷۷–۱۳۷۹ عضو شورای عالی انجمن صنفی طراحان گرافیک ایران
- ۱۳۸۰–۱۳۸۶ شرکت در اغلب فعالیت‌های موزه هنرهای معاصر به عنوان عضو هیئت مشاوران هنری، عضو انتخاب آثار و هیئت داوری‌های متعدد و داوری در بینال‌های نقاشی، گرافیک و جشنواره‌های نقاشی و خوشنویسی جهان اسلام
- ۱۳۸۲ عضو کمیتهٔ متخصص خبره جهت ارزشیابی هنرمندان خوشنویس
- ۱۳۸۳ تاکنون عضو افتخاری انجمن هنرمندان نقاش
- ۱۳۸۳ تاکنون مشاور عالی انجمن صنفی طراحان گرافیک ایران
- ۱۳۸۳ عضویت پیوستهٔ فرهنگستان هنر
- ۱۳۸۳ عضو برگزیدهٔ خطاط ـ گرافیست چهره‌های ماندگار از سوی صدا و سیمای جمهوری اسلامی ایران
- ۱۳۸۳–۱۳۸۴ عضو شورای ارزشیابی هنرمندان نقاشی ـ گرافیک در وزارت فرهنگ و ارشاد اسلامی
- ۱۳۸۳–۱۳۸۴ عضو کمیتهٔ نهایی شورای ارزشیابی هنرمندان خوشنویس کشور
- ۱۳۸۴ دریافت نشان درجه یکم ملی فرهنگ و هنر از رئیس‌جمهور بنا به تصویب هیئت وزیران